# ZC2HC1B
Dedo de zinco tipo C2HC contendo 1B é uma proteína que em humanos é codificada pelo gene ZC2HC1B.